# Црна чиопа
Црна чиопа (лат. Apus apus) врста је птице из реда чиопе (Apodiformes), породице (Apodidae) и рода Apus, која насељава подручје Европе и Азије, а крајем лета мигрира на југ Африке. Црна чиопа је готово потпуно црна, осим омањег бледог грла. Има благо рачваст реп. Гласа се оштрим писком у брзом лету. Углавном насељава веће градове, гнезди се у процепима међу зградама и пукотинама литица. Чиопа је птица селица, дужине од 17-19 cm. Црна чиопа је на листи строго заштићених врста птица у Србији.

## Изглед
Црна чиопа једнолично је сива по целом телу, али изгледа црна насупрот светлом небу. Релативно је мала птица, дужина тела износи 16 до 17 cm, распон крила 42 до 48 cm, а тежина око 35 грама. Има дуга српаста крила и кратак рашљаст реп. Слична је ластавици, међутим већина чиопа лети брже, снажније и жустрије од ластавица, често кружећи и клизећи зраком без замаха крилима. Такође, ретко се могу видети на тлу - њихова гнезда су скривена под крововима из којих брзо излећу. Црној чиопи изузетно је слична сива чиопа. Она је само мало светлија од црне чиопе и има мање бело грло. Једнако су велике, тако да их је у лету скоро немогуће разликовати. На планинама и уз обалу може се видети и бела чиопа. Она је много већа од црне, а с доње стране тила јасно је бела уз тамну пругу преко груди.

## Исхрана
Крила су јој уска и дуга, што црну чиопу чини брзим и прецизним ловцем инсеката и разних врста паука. Воду такође узима током лета, а купа се тако што зарони кљун и прска воду унаоколо.

## Понашање
Ова птица је посебна на много начина. На места гнежђења долази као последња, а напушта их прва; за птицу своје величине може да достигне завидну старост (забележене су јединке старе 21 годину). Лоше временске услове издржава у стању торпидитета (стање налик несвесном).
Код црне чиопе је најзанимљивија њена прилагођеност летењу - тело је управо савршено за лет кроз ваздух. Чиопа све своје активности изводи у ваздуху, осим одгајања младих. Тамо налази храну, игра се, чак и спава на крилима највећи део живота. У ваздуху се пари и прикупља материјал за изградњу гнезда.

## Гнежђење
Црна чиопа се на места гнежђења враћа сваке године у исто време, око 1. маја у средњој Европи. Парови остају годинама верни једно другом и увек се гнезде на истом месту, али у случају угинућа једног партнера, његово место убрзо заузима друга јединка истог пола. Чиопе легу 2-3 јаја, а оба родитеља заједно хране и одгајају младе. У време одгоја, птице лете све до мрака, док се неупарене птице колоније окупљају и лете високо у ваздух како би тамо спавале на крилима. Крајем јула младе птице излећу из гнезда, најчешће одмах по заласку Сунца, и више се не враћају. Није им потребно вежбање пошто већ после кратког времена лете исто тако добро као и одрасле птице. Око 1. августа почиње селидба у Африку.
Чиопе се гнезде у пећинама или у шупљинама у дрвећу. У данашње време оне највише користе рупе у зидовима или слободан простор под стрехама кућа. Прихватају и кутије за гнежђење које постави човек и не боје се људи, те је веома лако направити кутију за њих и поставити је на прозор. Излаз мора да буде окренут према споља пошто птице не лете увис када напуштају гнездо, већ једноставно „искоче“ из њега и у слободном паду добијају брзину потребну за лет. Кутије треба да буду димензија 30 x 20 x 15 cm. Рупа за излаз има пречник од 5 cm и налази се 3 cm изнад дна кутије и 5 cm од ивице једне стране.

## Распрострањење
Врста има станиште у Азербејџану, Албанији, Алжиру, Анголи, Андори, Аустрији, Авганистану, Бахреину, Белгији, Белорусији, Бенину, Босни и Херцеговини, Боцвани, Бугарској, Буркини Фасо, Бурундију, Габону, Гани, Гвинеји Бисао, Гибралтару, Грузији, Грчкој, Данској, ДР Конгу, Египту, Екваторијалној Гвинеји, Еритреји, Естонији, Етиопији, Замбији, Западној Сахари, Зимбабвеу, Ираку, Ирану, Ирској, Италији, Јемену, Јерменији, Јордану, Јужноафричкој Републици, Казахстану, Камеруну, Катару, Кенији, Кини, Кипру,
Киргистану, Кувајту, Лесоту, Летонији, Либану, Либерији, Либији, Литванији, Лихтенштајну, Луксембургу, Мађарској, Македонији, Малавију, Малдивима, Малију, Малти, Мароку, Мауританији, Мозамбику, Молдавији, Монголији, Намибији, Немачкој, Непалу, Нигерији, Нигеру, Норвешкој, Обали Слоноваче, Оману, Пакистану, Пољској, Португалу, Руанди, Румунији, Русији, Саудијској Арабији, Свазиленду, Сенегалу, Сијера Леонеу, Сирији, Словачкој, Словенији, Србији, Судану, Танзанији, Таџикистану, Тогу, Тунису, Туркменистану, Турској, Уганди, Узбекистану, Уједињеним Арапским Емиратима, Уједињеном Краљевству, Украјини, Финској, Француској, Холандији, Хрватској, Централноафричкој Републици, Црној Гори, Чаду, Чешкој, Џибутију, Швајцарској, Шведској и Шпанији.
Врста је повремено присутна, или је миграторна врста у Зеленортским острвима, Исланду, Коморима, Сејшелима, Сједињеним Америчким Државама, Сомалији и Хонгконгу.

## Угроженост
Ова врста није угрожена, и наведена је као последња брига јер има широко распрострањење.

## Галерија
- Младунче црне чиопе
- Јато црних чиопа
- Црна чиопа у лету
- Црна чиопа у лету
- Јаја црних чиопа